# Ballina (Australien)
Ballina ist eine australische Stadt in New South Wales mit 15.963 Einwohnern. Sie liegt an der Mündung des Richmond River etwa 40 km südlich von Byron Bay. Ballina wurde 1842 unter dem Namen Deptford gegründet. Irische Siedler adaptierten den Namen balloonah bzw. bullenah (aborig. für „Ort, wo es Austern gibt“ bzw. „Blut, das von den Verletzten rinnt“ – als mögliche Anspielung auf ein Massaker an Aborigines 1852) zu Ballina (siehe Ballina in Mayo, Irland).
Die durchschnittliche Temperatur im Sommer beträgt 28 °C, im Winter 21 °C.
Industrielle Schwerpunkte Ballinas sind Tourismus, Fischerei, Zuckerrohranbau und der Anbau von Macadamia-Nüssen.
Ballina ist das Zentrum und Verwaltungssitz des Ballina Shire.

## Söhne und Töchter der Stadt
- Dustin Dollin (* 1980), professioneller Skateboarder
- Kerry Saxby-Junna (* 1961), Leichtathletin, Hallenweltmeisterin und Siegerin bei den Commonwealth Games